# Charles Harrison Brown
Charles Harrison Brown (ur. 22 października 1920 w Coweta, zm. 10 czerwca 2003 w Henderson) – amerykański polityk, członek Partii Demokratycznej.

## Działalność polityczna
W okresie od 3 stycznia 1957 do 3 stycznia 1961 przez dwie kadencje był przedstawicielem 7. okręgu wyborczego w stanie Missouri w Izbie Reprezentantów Stanów Zjednoczonych.